# Кирил Бонфилиоли
Кирил Бонфилиоли (на английски: Kyril Bonfiglioli) е английски арт-търговец, редактор на научна фантастика и писател, автор на произведения в жанра хумористичен криминален роман.

## Биография и творчество
Кирил Еманюел Джордж Бонфилиоли е роден на 29 май 1928 г. в Истборн, Съсекс, Англия, в семейството на италиано-словенеца Еманюел Бонфилиоли, търговец на антикварни книги, и англичанката Дороти Палет. През 1943 г. при бомбардировка са убити майка му и по-малкия му брат, докато той си играе навън.
В периода 1947 – 1954 г. служи в британската армия, където овладява боя със саби. Докато е в армията се жени, но жена му умира след раждането на второто им дете. След уволнението си учи английски език в колежа „Балиол“ в Оксфорд. Там среща втората си съпруга Маргарет Бонфилиоли, с която има 3 деца.
След дипломирането си работи като асистент по история на изкуството на Едгар Уинд в музея „Ашмолин“. През 1960 г. създава собствена компания „Бонфилиоли Лимитед“ за търговия с произведения на изкуството.
В периода 1964 – 1966 г. е редактор на списание „Science Fantasy“. По това време бракът му се разпада, а той започва писателската си кариера. След развода с втората си съпруга живее в със секретарката си Джудит Тод в Ланкашър. От 1973 г. живее сам в Джърси и Ирландия, заради затрудненото си финансово състояние и данъчната политика.
Известен като ексцентричен и остроумен, той издава първия си роман „Мордекай“ от едноименната си поредица през 1973 г. Главният герой Мордекай е аристократ, експерт и хитър търговец на картини, който се замесва в съмнителни и опасни случаи на кражби на произведения на изкуството. Романите са издържани в комедийно-сатиричен стил и са пълни с черен хумор. Поредицата става култова най-вече след смъртта му. През 2015 г. романът „Мордекай“ е екранизиран от режисьора Дейвид Коп във филма Мордекай с участието на Джони Деп, Гуинет Полтроу, Пол Бетани и Юън Макгрегър.
Кирил Бонфилиоли умира от цироза на черния дроб на 3 март 1985 г. в Джърси.

## Произведения

### Самостоятелни романи
- All the Tea in China (1978)

### Серия „Мордекай“ (Mortdecai)
1. Don't Point That Thing at Me (1973) – издаден и като „Mortdecai's Endgame“
Мордекай: Катастрофалната картина, изд. „Сиела“ 2015 г., прев. Богдан Русев
2. Something Nasty in the Woodshed (1976)
3. After You With the Pistol (1979)
4. The Great Mortdecai Moustache Mystery (1996) – с Крейг Браун

- The Mortdecai ABC: A Kyril Bonfiglioli Reader (1999) – антология и анекдоти от писателя, с редактор Маргарет Бонфилиоли

### Разкази
- Blastoff (1964)

### Екранизации
- 2015 Мордекай, Mortdecai